# Sottrup Kirke

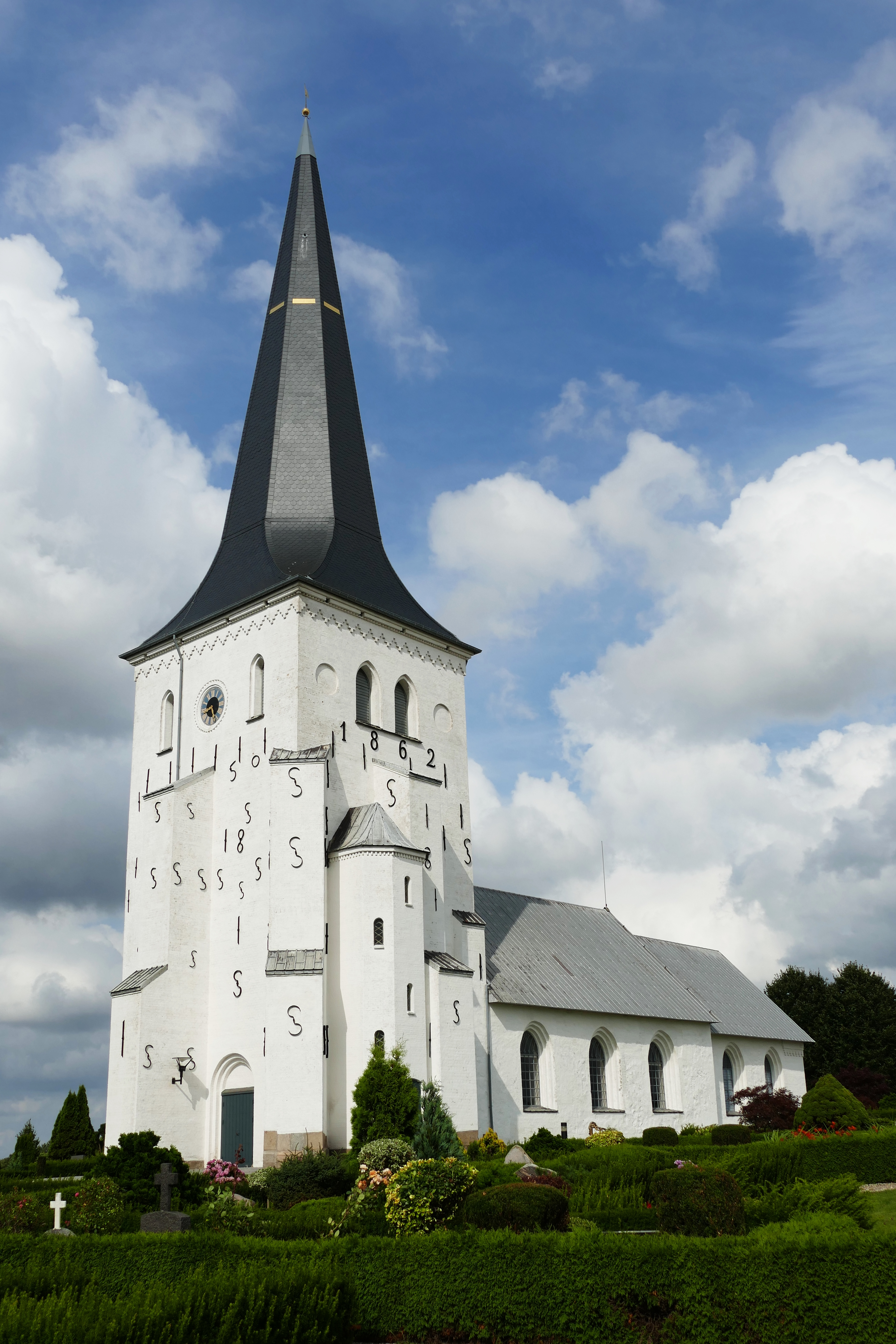
Sottrup Kirke von Südwesten

Das Kirchspiel Sottrup

Sottrup Kirke ist die evangelisch-lutherische Kirche des Sottrup Sogn in Nordschleswig, Dänemark. Sie liegt im Ort Vester Sottrup (deutsch: Wester-Satrup) auf der Halbinsel Sundeved (deutsch: Sundewitt). Zu ihrem Kirchspiel gehören die Dörfer Vester und Øster Sottrup sowie Vester und Øster Snogbæk (deutsch: Schnabeck), ferner Schloss Sandbjerg und einige größere Einzelgehöfte. Das um 1200 erbaute Kirchengebäude der Dänischen Volkskirche gehört zum Bistum Haderslev. Die Kirche ist durch ihren relativ großen Turm mit seiner markanten Spitze eine bis nach Alsen sichtbare Landmarke.

## Baugeschichte
Die weiß gekalkte Kirche befindet sich am Rand von Vester Sottrup auf einem Hügel, wo vermutlich schon in heidnischer Zeit eine Kultstätte existierte. Möglicherweise wurde zunächst, um den germanischen Kult zu verdrängen, eine (archäologisch allerdings nicht nachgewiesene) Holzkirche errichtet. Zwischen 1100 und 1250, wohl um 1200, wurden dann Kirchenschiff und Chor aus Feldsteinen auf einem Granitsockel erbaut. Der Chor wurde um 1475–1500 mit Backsteinen verlängert, wobei die ursprüngliche Apsis entfernt wurde, und anschließend wurden in Kirchenschiff und Chor Gewölbe eingezogen. Die heutige Sakristei an der Nordwand stammt aus dem Jahr 1862. Das 1687 und 1862 jeweils neu erbaute Waffenhaus an der Südseite der Kirche wurde 1892/93 abgerissen.

## Turm und Glocken

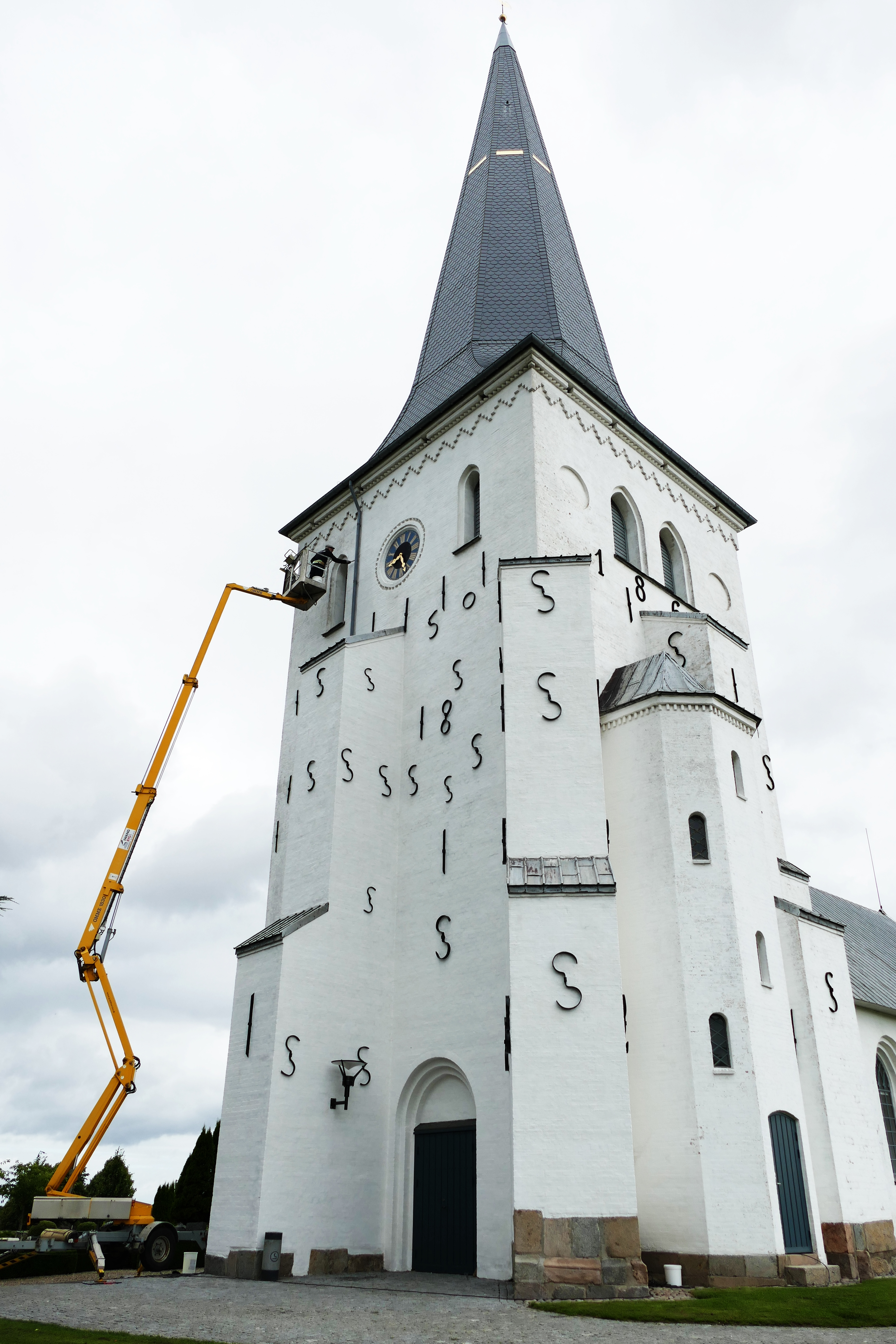
Turmarbeiten (2021)

Der Kirchturm wurde im 14. Jahrhundert errichtet. Die heutige Kirchturmspitze ist bereits die dritte seit 1625, die in dieser langen und spitzen Form gebaut wurde. An der West- und Südwand des Turmes befinden sich Stützpfeiler von 1650 (diese Jahreszahl steht auch mit Mauerankern an der Westseite des Turms). Die Pfeiler stellten damals wohl den letzten Versuch dar, die Kirchenglocke im instabil gewordenen Turm zu belassen. Als dies nicht half und die mittlerweile zwei Glocken nicht mehr ohne Gefahr für den Turm geläutet werden konnten, wurde 1666 ein freistehender Glockenstapel erbaut. 1863 wurde er für 96 Rigsdaler zum Abbruch verkauft, da die Glocken nach einer Turmrestaurierung 1862 wieder in den Turm übernommen werden konnten.
Im Kirchturm befinden sich zwei Glocken: 
1. Eine Wiedervereinigungsglocke von 1920 aus Aalborg ersetzt eine 1598 von Matthias Benningk gegossene und 1795 und 1841 umgegossene Glocke, die 1917 als Metallspende abgegeben werden musste. Die Inschrift der ursprünglichen Glocke lautete: „Hebben de Vorständer der Kercken tho Soterup in Sundewith diisse Klocke laten geten in Lübeck Anno 1598 dorch Matthias Bennincker“;
2. eine kleine Glocke, die 1829 von Jakob Friedrich Beseler in Rendsburg aus einer Glocke von 1656 umgegossen wurde, die 1808 gerissen war. Die ursprüngliche Inschrift dieser Glocke lautete: „Im Jahr Christi 1656, da M. Christoph Jäger Probst war, goss mich Meister Baltzer Melchersen in Flensburg“, daneben zwei fürstliche Wappen und ein frommer Vers in deutscher Sprache.[5]

Zwei Gedenktafeln in der Kirche beschreiben die dreimalige Beschädigung des Kirchturms durch Naturgewalten: 
1. Am Fastensonntag Oculi (= 2. März) 1625, als der Gottesdienst beendet, aber die Kirchgänger noch nicht alle wieder zuhause waren, wehte ein starker Südwestwind die Turmhaube herunter, die daraufhin im Kirchendach einschlug. Herzog Philipp von Schleswig-Holstein-Sonderburg-Glücksburg finanzierte noch im selben Jahr die Reparatur bzw. den Wiederaufbau.
2. Am 7. August 1687 schlug ein Blitz in die Westseite des Turmes ein und beschädigte diese, doch ohne einen Kirchenbrand auszulösen.
3. Am 7. Juni 1860 brannte der Turm nach einem Blitzeinschlag ab. Ein Übergreifen der Flammen auf die Kirche konnte im letzten Moment verhindert werden, weil der Zugang vom Turm zum Kirchendachboden rasch zugemauert wurde und das Gewölbe standhielt. Unter Leitung des königlichen Bauinspektors und Architekten Laurits Albert Winstrup wurde der Turm bis 1862 wiederhergestellt. Die Jahreszahl 1862 steht auch mit Mauerankern an der Südseite des Turms.[6]

Im Jahr 2006 wurden der Turm und die Turmspitze vollständig renoviert und mit einer neuen Holzkonstruktion und einem neuen Schieferdach versehen. Der goldene Ring um die Turmspitze wurde von der früheren Dachkonstruktion übernommen und wieder angebracht. Wenn man die Kirche aus der Ferne und bei günstigem Sonnenstand betrachtet, ruft der goldene Ring einen optischen Effekt hervor, als ob die Kirchturmspitze schweben würde.

## Ausstattung

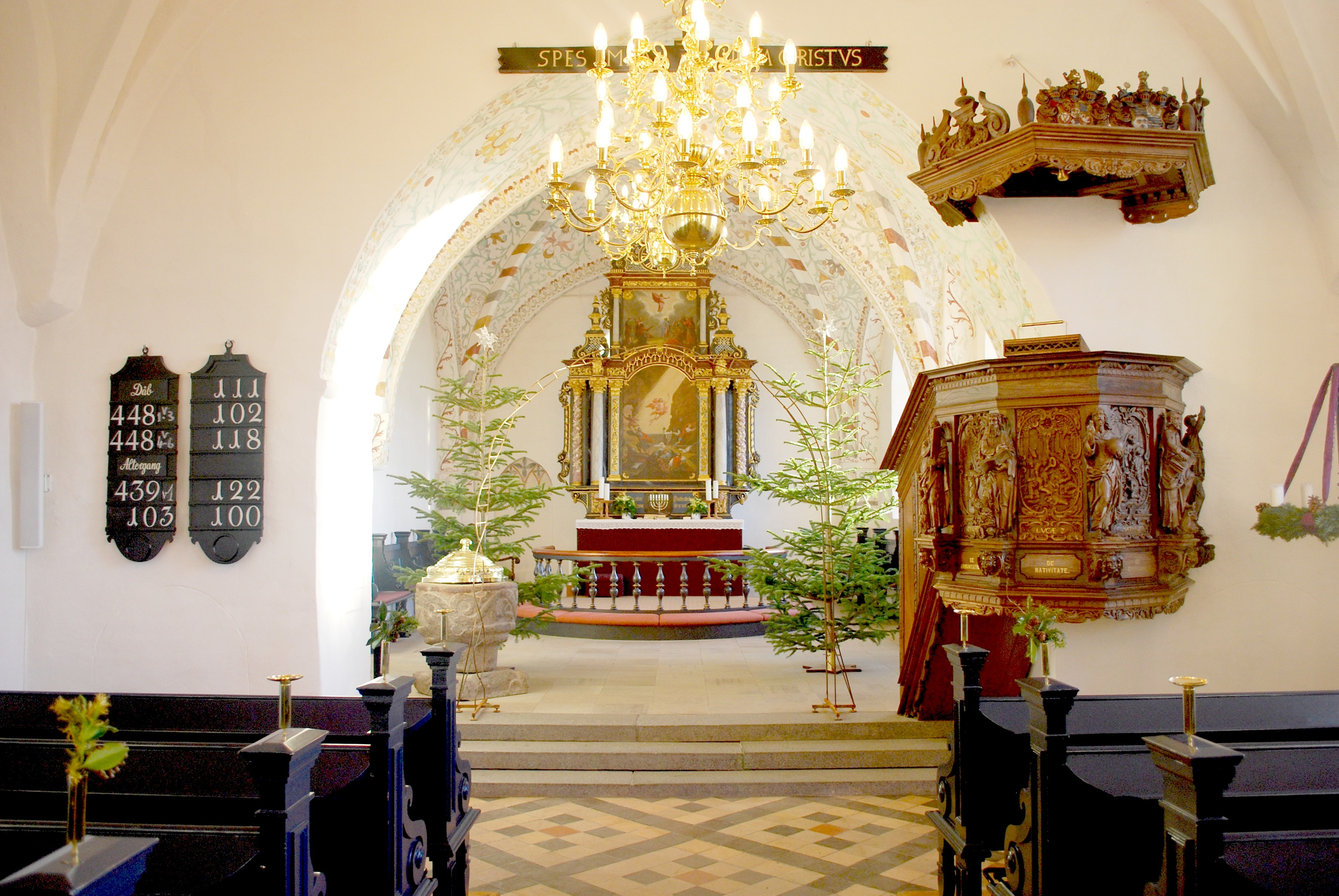
Inneres der Kirche mit Taufbecken, Altar und Kanzel

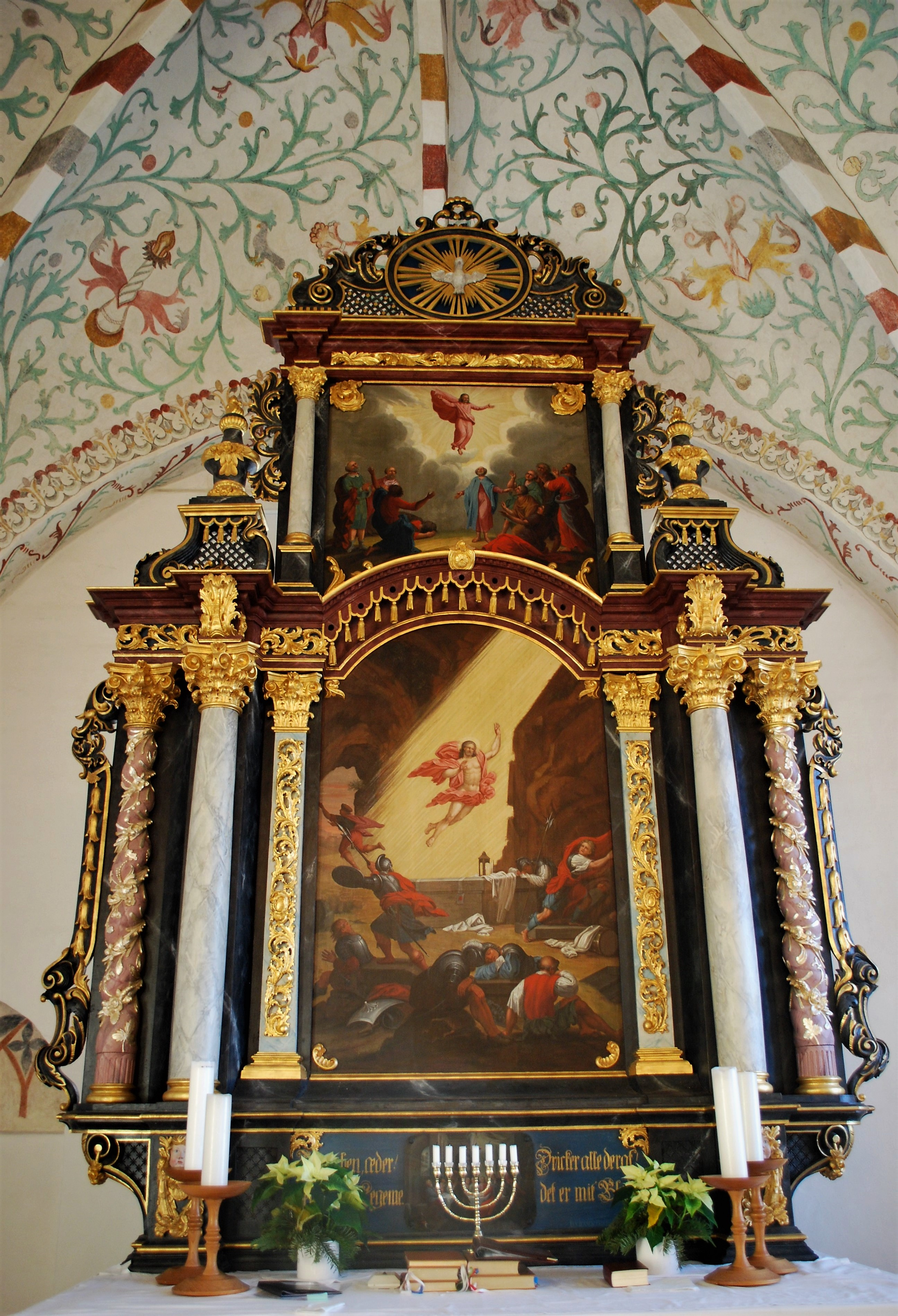
Altar und Kalkmalereien

Das Taufbecken mit seinem Rankenmotiv ist romanisch und entspricht in seiner Form dem der Kirche von Notmark auf Alsen. Den Messingdeckel lieferte 1847 Goldschmied Linde aus Sønderborg. Ein zweites, klassizistisches Taufbecken aus gebranntem Lehm, das der Kirche 1847 geschenkt wurde, stand zunächst kaum benutzt im Kirchenschiff; nach 1920 wurde es ans Museum Schloss Sonderburg abgegeben.
Über dem Chorbogen hängt ein Kruzifix mit einem ca. 75 cm hohem Marmor-Korpus, das der Sottruper Pfarrer Lauritz Ottosen Riese (Amtszeit 1679–1714) 1696 seiner Kirche schenkte. Auf dem Querbalken, der das Kruzifix trägt, steht auf Lateinisch in Versalien „Spes mea unica Christus“, d. h. „meine einzige Hoffnung Christus“. Eine lateinische Inschrift auf der Rückseite des Balkens nennt Riese als Stifter. Der Kronleuchter vor dem Chorbogen stammt aus dem Jahr 1898.
Die Kanzel mit Schalldeckel schenkte Herzog Philipp von Glücksburg 1642 der Kirche. Sie wurde vom Flensburger Bildschnitzer Claus Gabriel für 55 Reichsthaler angefertigt und ähnelt seiner Kanzel von 1647 in Bredstedt. Die reich geschnitzten Reliefs der vier Fächer zeigen Mariae Verkündigung, die Geburt Christi, die Heiligen Drei Könige und die Taufe Christi im Jordan. An den Ecken der Fächer stehen Freifiguren (z. B. Christus mit der Weltkugel) auf Konsolen mit Engelsköpfen. Der dänische Kunsthistoriker Rudolf Broby-Johansen (1900–1987) urteilte über die Kanzel „Wir haben kein leidenschaftlicheres Knorpelbarock“ und der Autor H. E. Sørensen (* 1940) schrieb: „Das Holz formte sich unter Meister Gabriels Hand, als wenn es Wachs wäre“. Als der fünfeckige Schalldeckel der Kanzel altersschwach wurde und abzustürzen drohte, wurde er 1844 von dem Schreiner Mathias Petersen (1807–1873) aus Vester Sottrup umgearbeitet.
Der gemauerte Altartisch und das Altarretabel stammen aus dem Jahr 1783, als das vorherige Retabel des Bildschnitzers Peter Petersen aus Tondern (1703) wegen Pilz- und Holzwurmbefall ersetzt werden musste. Das neue Altarretabel wurde von dem Sottruper Schreiner Christensen u. a. mit einer Heiliggeisttaube im Rocaillerahmen als oberem Abschluss gestaltet. Von dem vorherigen Retabel stammen noch einige Teile wie die beiden Pfeiler und die korinthischen Säulen neben dem Hauptfeld. Die drei Gemälde des Retabels stammen von dem Apenrader Maler Jes Jessen, welcher der erste Lehrmeister des bekannten dänischen Malers C. W. Eckersberg war. Das Hauptfeld zeigt die Auferstehung, das obere Feld die Himmelfahrt und das Mittelstück der Predella das letzte Abendmahl. Seitlich davon steht auf der Predella in moderner Fraktur und dänischer Sprache: „Nehmet, esset, das ist mein Leib“ (links) und „Trinket alle davon, das ist mein Blut“ (rechts).
Im Chorgewölbe und Chorbogen wurden 1941 Wandmalereien aus der Zeit von 1500–1525 freigelegt. Sie stammen von dem Künstler Peter Lykt, der u. a. auch Fresken in der Broager Kirke und der Flensburger Johanniskirche geschaffen hat. In Sottrup ist überwiegend Rankenwerk mit großen Kolbenblumen dargestellt, aber auch Vögel und der rote Storchschnabel, der am Bach nahe dem Pfarrhaus wächst. Die Künstlerin Hanne Skyum (* 1961) aus Kegnæs fertigte 2011 eine neue Altardecke an, handgewebt in Gobelin-Technik. Diese zeigt vom Wasser umspieltes braunes und grünes Wurzelwerk, womit das Rankenwerk der Kalkmalereien aufgegriffen und zugleich an Hi 14,7–9  erinnert wird. Das Votivschiff der Kirche ist ein Modell des Schulschiffes Danmark, 1954 von dem Fischer H. C. Hansen in Sottrupskov gebaut.

## Orgel

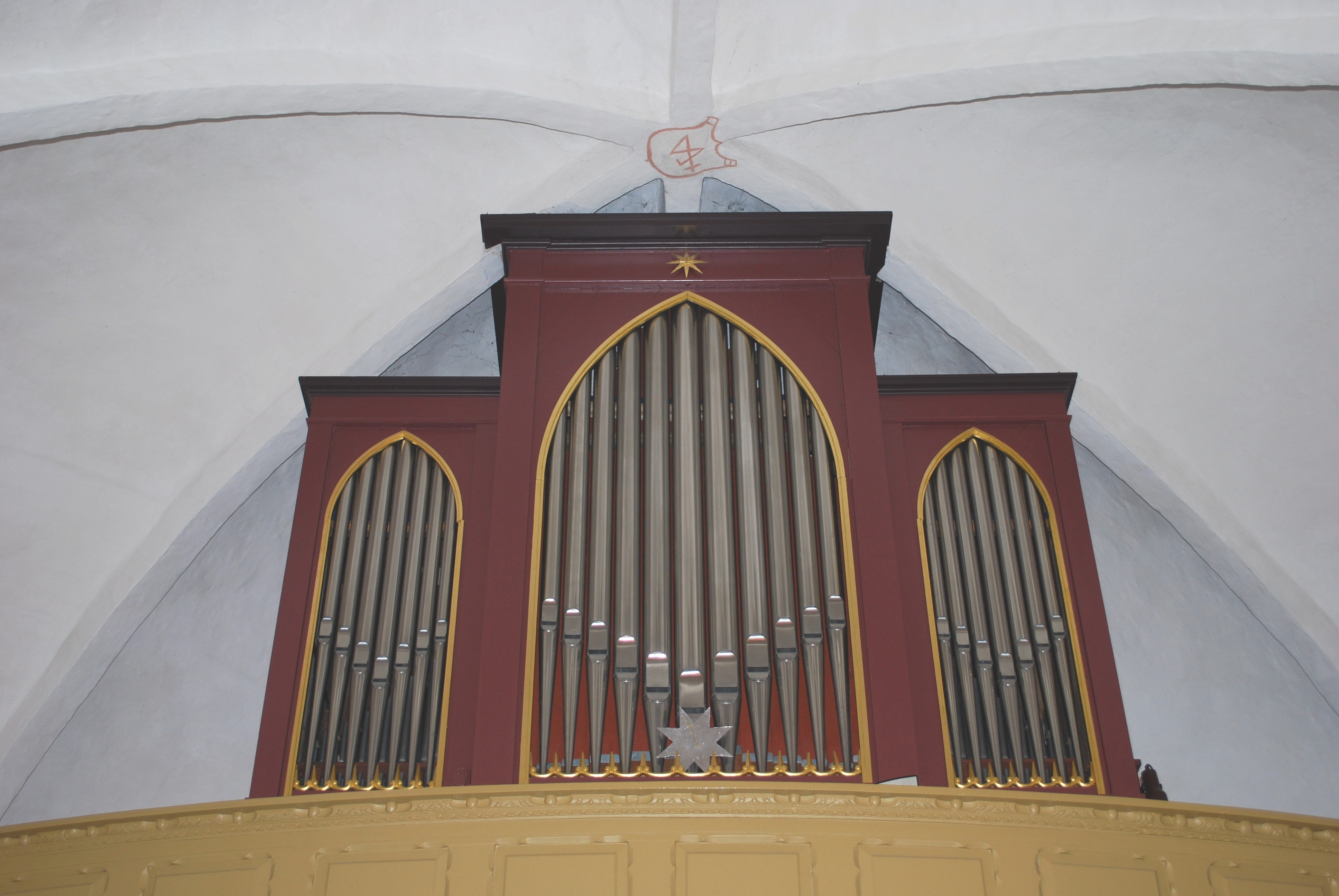
Prospekt der historischen Marcussen-Orgel von 1844

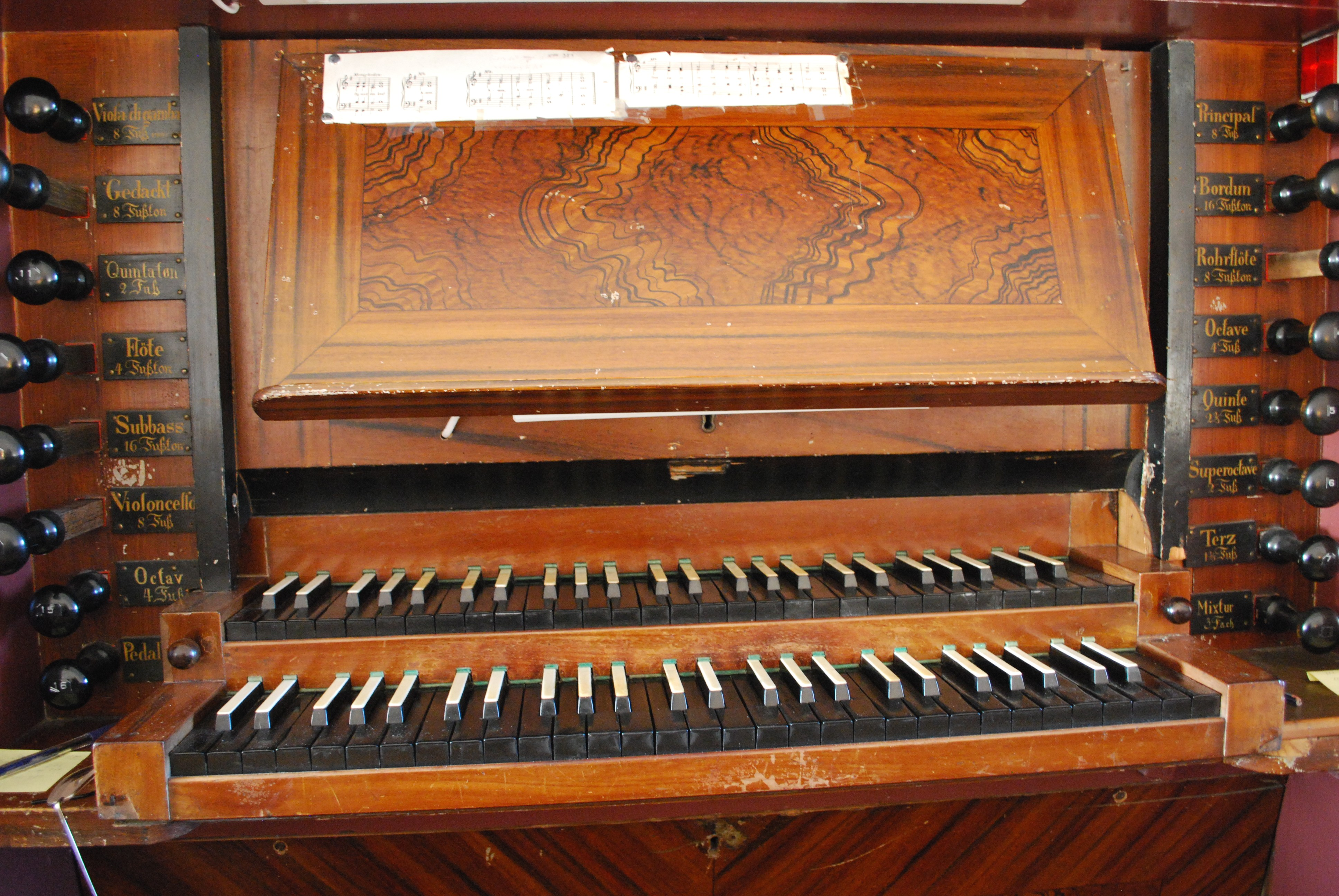
Spieltisch der Marcussen-Orgel

Die Sottruper Kirche erhielt ihre vermutlich erste Orgel im 17. Jahrhundert, möglicherweise 1696, als der Schreiner Hans Jürgensen eine Empore in die Kirche eingebaut haben soll. 1704 wurde das Instrument vom Orgelbauer Hinrich Wiese repariert und 1719 umgebaut und erweitert. 1761 lieferte Orgelbauer Johann Daniel Busch eine neue Orgel, die 1786 von Jürgen Hinrichsen Angel repariert wurde. Die dritte und heutige Orgel wurde 1844 von Marcussen und Reuter aus Aabenraa gebaut. Firmeninhaber Jürgen Marcussen stammte aus der Gemeinde und hatte seine Orgelbauwerkstatt von 1806 bis 1830 in Vester Sottrup geführt. Das frühromantische Instrument ist weitgehend original erhalten, doch wurden im Ersten Weltkrieg die Prospektpfeifen konfisziert und später ersetzt, auch sind mutmaßlich zwei Register zur Klangaufhellung ausgetauscht worden (unten Nr. 12 und Nr. 15). Die Disposition lautet:
| I Hauptwerk C–f3 |             |        |
| 1.               | Bordun      | 16′    |
| 2.               | Principal   | 8′     |
| 3.               | Rohrflöte   | 8′     |
| 4.               | Octave      | 4′     |
| 5.               | Quinte      | 2 ⁄3′  |
| 6.               | Superoctave | 2′     |
| 7.               | Terz        | 1 3⁄5′ |
| 8.               | Mixtur III  |        |

| II Hinterwerk C–f3 |                |              |
| 9.                 | Viola di Gamba | 8′           |
| 10.                | Gedackt        | 8′           |
| 11.                | Flöte          | 4′ (gedeckt) |
| 12.                | Quintatøn      | 2′           |

| Pedal C–d1 |             |     |
| 13.        | Subbass     | 16′ |
| 14.        | Violoncello | 8′  |
| 15.        | Octav       | 4′  |

- Koppeln: II/I und I/P als Manubrien
- Traktur: Schleifladen, vollmechanisch
- Effektregister: Zimbelstern

## Friedhof
Im westlichen Teil des Friedhofs befindet sich ein Gedenkhain mit dänischen und deutschen Grabsteinen und Kreuzen aus den Schleswigschen Kriegen und dem Ersten Weltkrieg. Ein Grab für gefallene preußische Soldaten aus dem Jahr 1864 wurde aus  Trümmerteilen des gesprengten Pulverhauses der Düppeler Schanzen errichtet. Der Gedenkstein aus dem Ersten Weltkrieg gilt 48 gefallenen jungen Männern aus der Gemeinde Sottrup. Weiter ist ein Gedenkstein für einen Grenzsoldaten vorhanden, der während des Zweiten Weltkriegs im Konzentrationslager Neuengamme starb. Jedes Jahr zu Pfingsten werden auf dem Friedhof Kränze niedergelegt, um der Gefallenen zu gedenken.

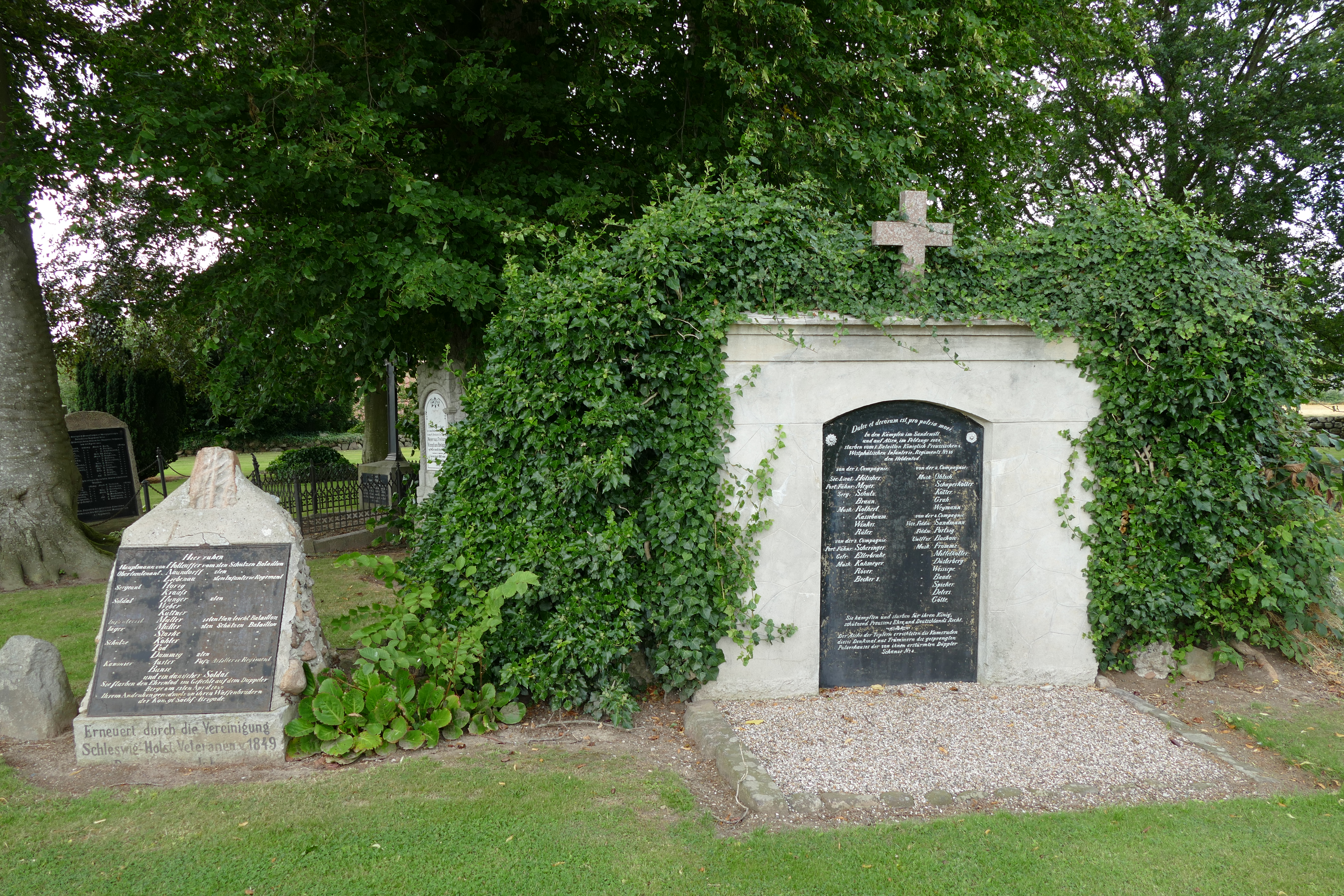
Denkmäler für deutsche Gefallene der beiden Schleswigschen Kriege, das rechte ist aus Düppeler Trümmern errichtet
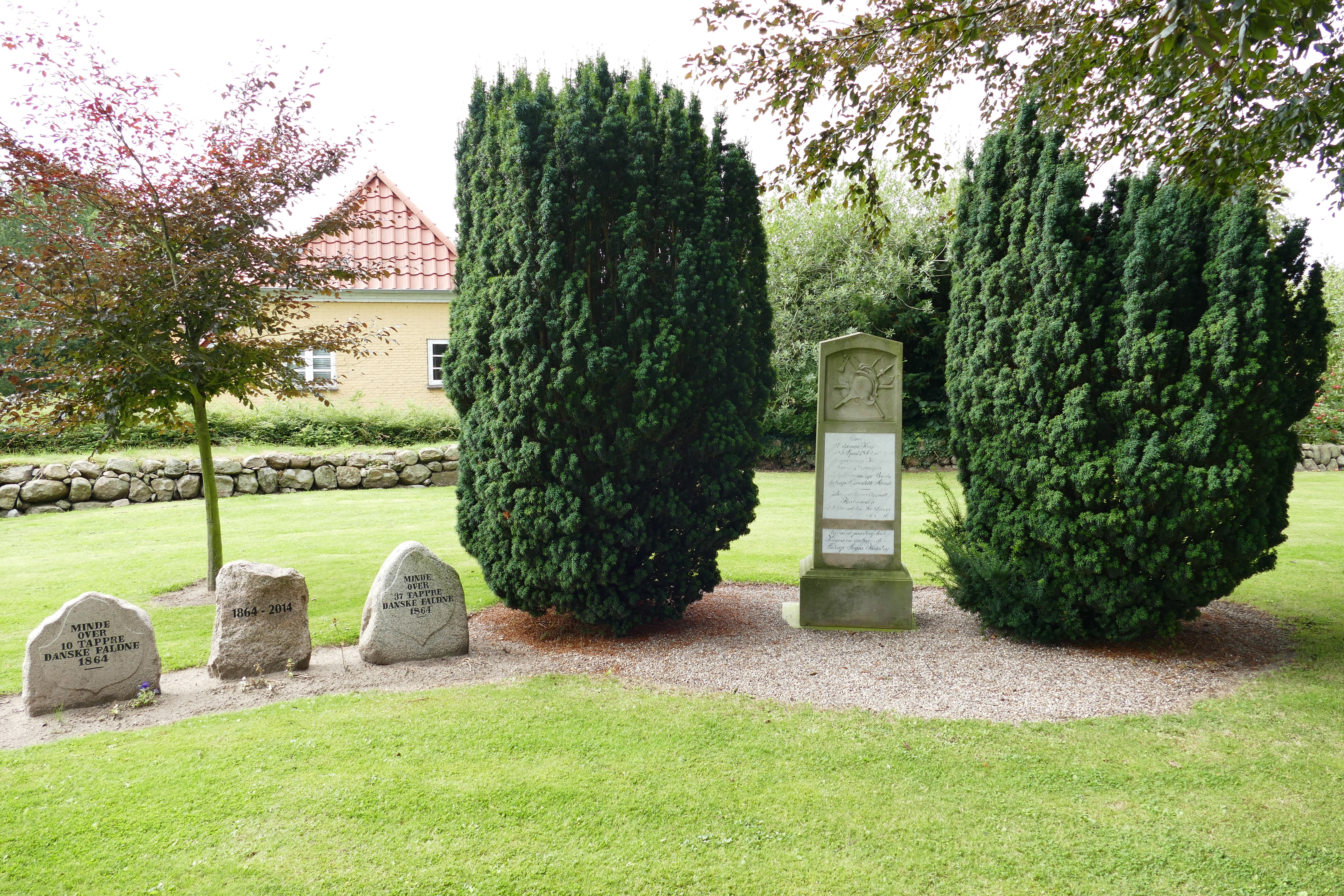
Gedenksteine für dänische Gefallene der beiden Schleswigschen Kriege
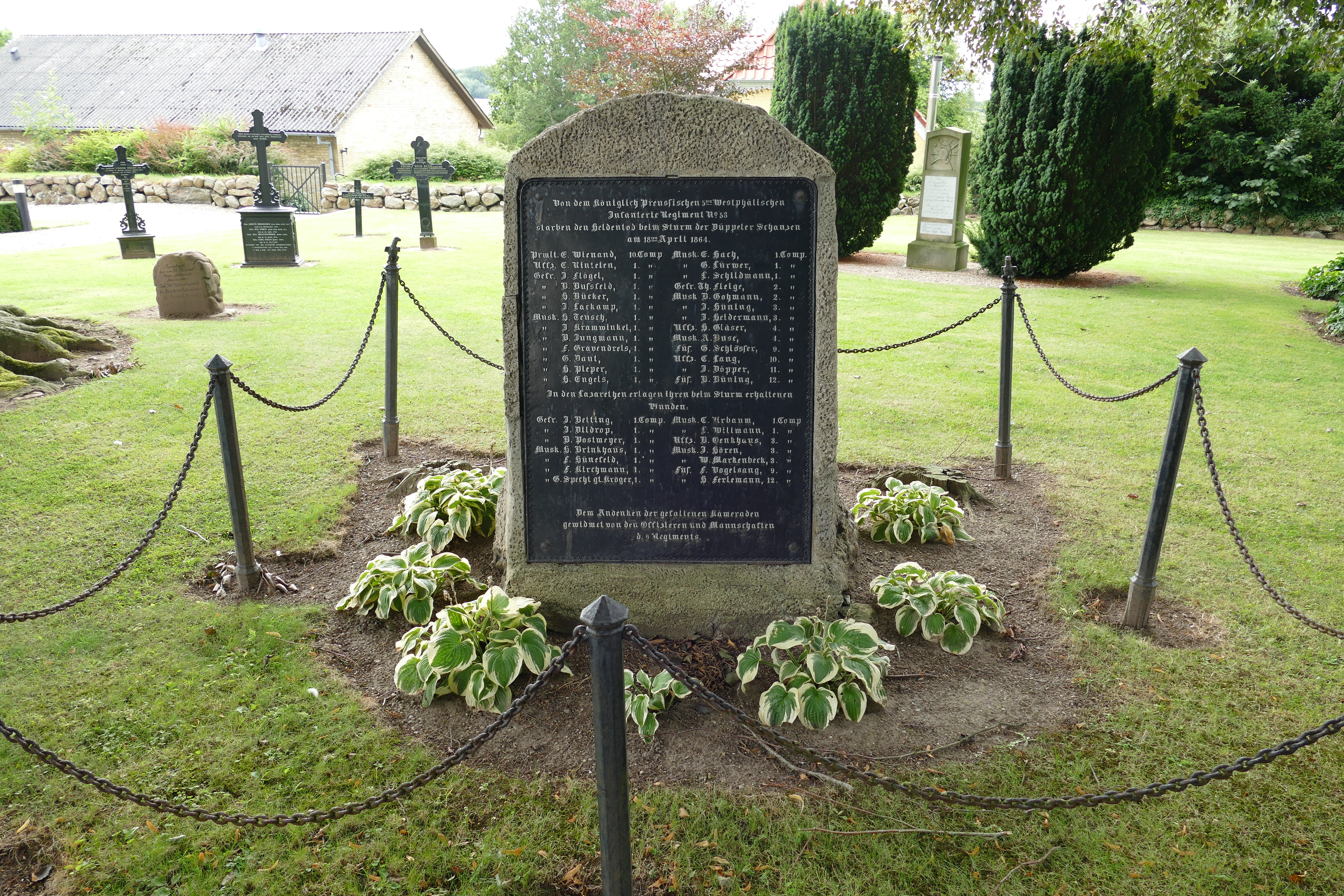
Gedenkstein für preußische Soldaten, die 1864 beim Sturm auf die Düppeler Schanzen gefallen sind
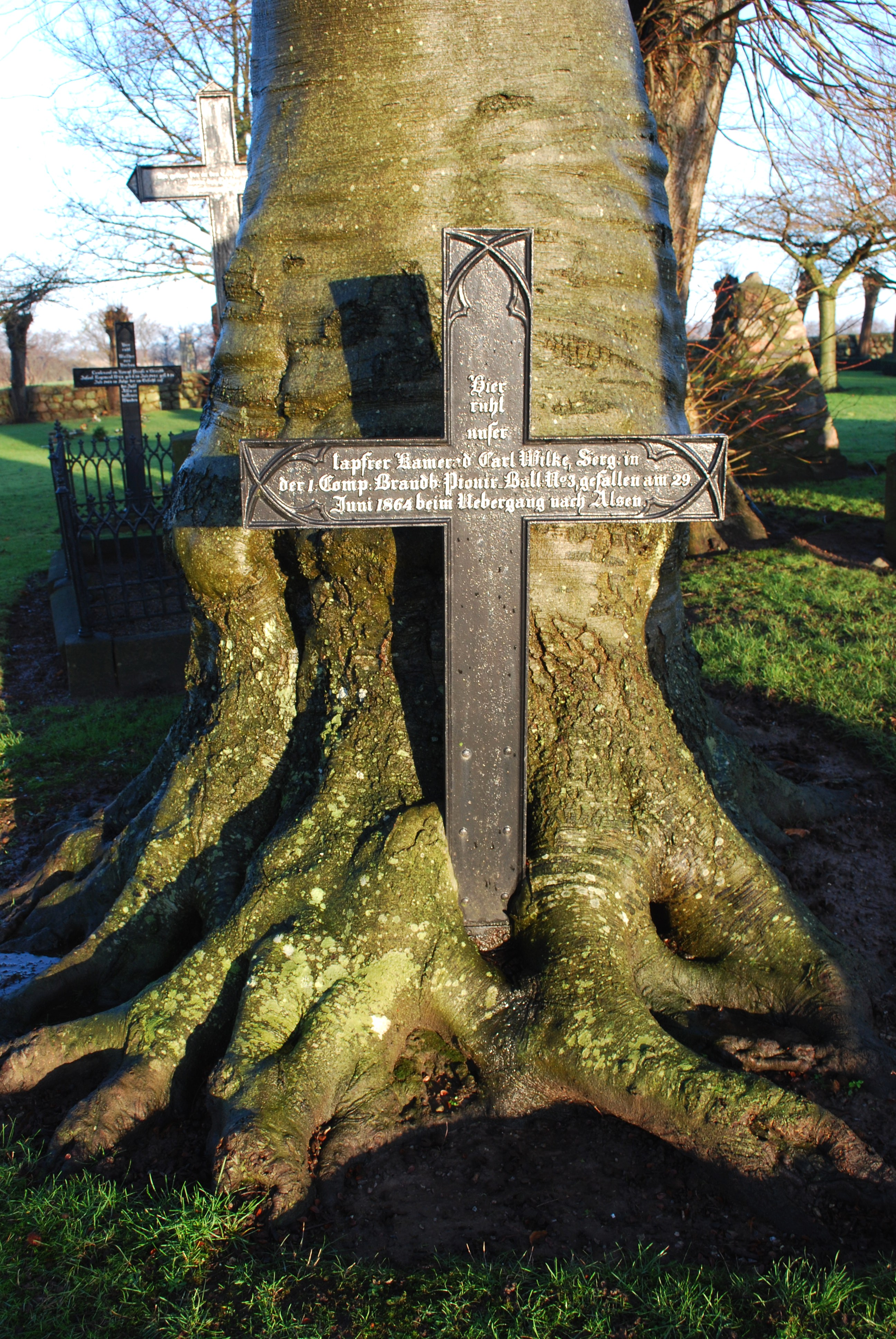
Eingewachsenes Grabkreuz des preußischen Pioniers Carl Wilke, gefallen 1864 in der Schlacht von Alsen
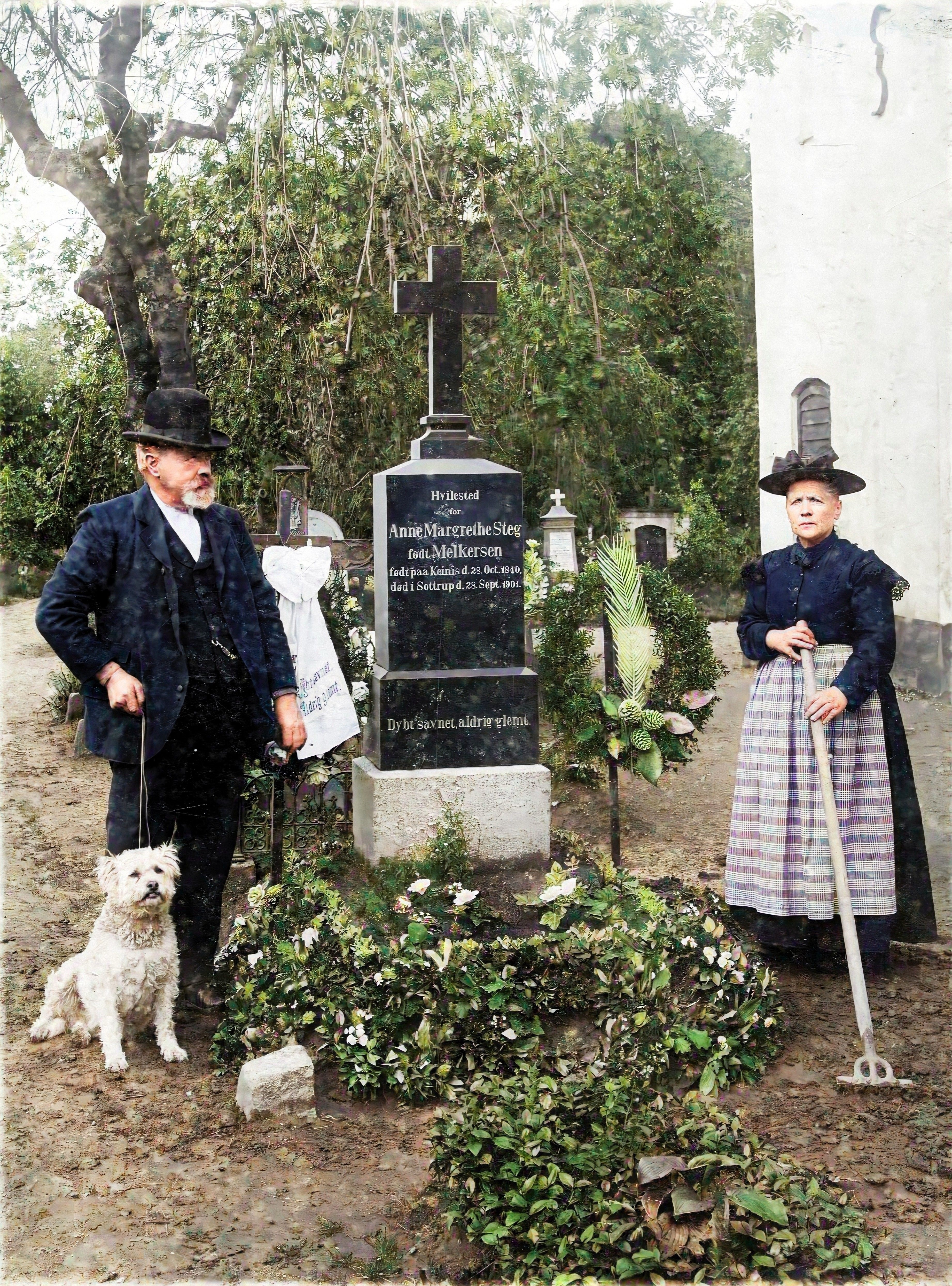
Szene auf dem Sottruper Friedhof 1901 (koloriertes Foto). Auch in der deutschen Zeit wurden Grabsteine dänisch beschriftet.

## Pfarrer- und Gemeindegeschichte
Der erste namentlich bekannte Pastor von Sottrup, Peter Bruno (Amtszeit 1522–1572), soll zugleich der erste dänische Pastor gewesen sein, der sich nach der Reformation verheiratete. Auf ihn folgten sein Sohn Peter Petersen Bruno (Amtszeit 1572–1616) und sein Enkel Niels Petersen Bruno (Amtszeit 1616–1665/66). Der Pfarrhof, der 1595 und 1771 nach Bränden jeweils neu aufgebaut wurde, befand sich bis 1952 in Vester Snogbaek. Neben dem Hauptpastor hatte Sottrup lange einen zweiten Prediger, den Diakon.
Pastor Hinrich Hammerich (Amtszeit 1748–1758) versuchte die Sottruper Gemeinde im pietistischen Sinne zu bekehren. Unter seinem Nachfolger Andreas Caspar Berninck (Amtszeit 1758–1768) entstanden jedoch Spannungen mit reisenden Herrnhutern, die in der Gemeinde missionierten und Schriften verteilen ließen. Berninck warnte in seinen Predigten zunächst vor „falschen Propheten und Wölfen im Schafspelz“, nachdem es jedoch 1764 in Sottrup zu einer Erweckung kam, gab er anscheinend seinen Widerstand gegen die Herrnhuter Brüdergemeine auf. Der Sottruper Uhrmacher Matthias Wied zog sogar 1774 in das von Herrnhutern gegründete Christiansfeld, ging nach einer Ausbildung in Herrnhut als Missionar nach Surinam und stieg anschließend bis in die oberste Leitung der Brüdergemeine auf.
Pastor Paul Mumsen (Amtszeit 1786–1805) führte 1797 die rationalistische Agende des Generalsuperintendenten Jacob Georg Christian Adler ein, kehrte aber schon Weihnachten 1797 zur alten Liturgie zurück, nur die allgemeine Beichte blieb. Die Rückkehr erfolgte angeblich „ohne Noth“ bzw. weil Mumsen um eine Minderung seines „Weihnachtsopfers“ fürchtete. Fakt ist aber, dass die Akzeptanz der neuen Kirchenagende bei vielen Schleswigschen Gemeinden sehr gering war. In Sottrup ist hierzu eine Sage überliefert, wonach sich die Bauern eines Sonntagmorgens vor der Kirche versammelt hätten. Als der alte Pastor – also Mumsen – kam, hätten sie ihn gefragt: „Was habt Ihr nun gedacht, Fatter, wollt Ihr die alte oder die neue Lehre predigen?“ Dem Pastor, der „wie letzten Sonntag“ predigen wollte, sei daraufhin das Ende seines Sottruper Pfarramtes angekündigt worden, doch habe dieser geantwortet: „Gut, Kinder, dann kann’s auch nach der alten Lehre geschehen“. Und dabei sei es dann geblieben.
Mumsens Nachfolger Georg Daniel Holst (Amtszeit 1806–1829) neigte dem Rationalismus zu. Bei seinem Pfarrhof in Snogbaek unterhielt er ein privates astronomisches Observatorium, wo er den begabten, aber armen Bauernsohn Thomas Clausen in die Astronomie einführte; Clausen wurde dann ein seinerzeit bekannter Astronom und Mathematiker. Zur selben Zeit blieb aber auch der Pietismus in Sottrup lebendig, da sich ein pietistischer Kreis um den Schreiner und Orgelbauer Jürgen Marcussen sammelte. In der Mitte des 19. Jahrhunderts amtierten die dänischgesinnten Pastoren Paul Mumsen junior (Amtszeit 1831–1858) und Nis Hanssen (Amtszeit von 1859 bis zu seinem Tod 1866). Letzterer verfasste unter dem Pseudonym „En Bondesøn fra Tønder Amt“ (Ein Bauernsohn aus dem Amt Tondern) politische Schriften, die ihm den Spitznamen „Bondesøn“ (dän. für Bauernsohn) eintrugen.
Der dänische Politiker Hans Peter Hanssen, die treibende Kraft bei der Eingliederung Nordschleswigs in Dänemark nach dem Ersten Weltkrieg, wurde 1862 auf dem Hof Nørremølle bei Sottrup geboren. Wie H. P. Hanssen berichtet, hatte sich im Deutsch-Dänischen Krieg von 1864 ein preußischer General auf dem Pfarrhof in Snogbæk einquartiert. Dieser befürchtete, die mehrheitlich dänischgesinnten Einwohner des Kirchspiels Sottrup könnten seine Vorbereitungen für den Übergang nach Alsen verraten. Daher ließ er am Morgen des 2. April 1864 ca. 300–400 Männer, Frauen und Kinder zusammentreiben und zunächst ohne Versorgung in der Kirche von Sottrup einsperren. Als die Gefangenen in der folgenden Nacht den vom Feuer geröteten Nachthimmel durch die Kirchenfenster sahen, erschraken sie sehr und glaubten, dass die Preußen ihre Häuser und Höfe niedergebrannt hätten, doch waren es vielmehr die Brände im bombardierten Sønderborg. Es dauerte insgesamt drei Tage und drei Nächte, bis die festgesetzten Einwohner aus Sottrup und Umgebung wieder nach Hause zurückkehren konnten. Der Übergang nach Alsen gelang den Preußen unterdessen erst am 29. Juni 1864. Sottrup wurde zusammen mit dem Herzogtum Schleswig in die preußische Provinz Schleswig-Holstein eingegliedert.
Der letzte Sottruper Pastor aus der deutschen Zeit Nordschleswigs, Hans Anton Iver Bertelsen (Amtszeit 1908–1919), war ein großer Freund der Inneren Mission und hielt u. a. eine jährliche Missionswoche im Februar ab. Unter seinem dänischen Nachfolger, dem an Grundtvig orientierten Pastor Niels Birger Kjølseth (Amtszeit 1921–1940), konnten viele Angehörige der freien Gemeinde, die um 1900 entstanden war, für die Dänische Volkskirche zurückgewonnen werden. Dies lag auch daran, dass nun in der Sottruper Kirche wieder dänisch gepredigt werden konnte, während in der deutschen Zeit Dänisch als Gottesdienstsprache nur in freien Gemeinden möglich war.

## Ursprungssage
Eine alte Sage erzählt: Als die Bewohner von Sottrup und Snogbæk eine Kirche bauen wollten, konnten sie sich nicht auf einen Ort einigen. Da schlug ein alter Mann als Kompromiss vor, man solle die Kirche auf einem Hügel zwischen beiden Ortschaften, dem Abildgaardsbjerg, errichten. Doch alles, was man dort tagsüber aufbaute, wurde nachts auf mysteriöse Weise wieder abgerissen und das Baumaterial verschwand spurlos. Da hatte derselbe alte Mann, der den Abildgaardsbjerg vorgeschlagen hatte, einen seltsamen Traum: Ein Engel führte ihn nachts zur Baustelle und er sah, dass Geistwesen die Kirche abbauten und auf einem Hügel am westlichen Ende von Sottrup wieder aufbauten. Zugleich sagte ihm der Engel: „Grabe morgen drei Fuß tief an der Stelle, wo der Altar deiner Kirche hätte stehen sollen.“ Am nächsten Tag erzählte er seinen Nachbarn von dem Traum, die Geschichte verbreitete sich wie ein Lauffeuer und als man an der angegebenen Stelle auf dem Abildgaardsbjerg grub, fand man zum allgemeinen Entsetzen die sterblichen Überreste eines jungen Mädchens. Die Menschen dankten Gott, dass er sie daran gehindert hatte, an dieser entweihten Stelle eine Kirche zu errichten, und bauten stattdessen das Gotteshaus in Sottrup fertig.